# ديفيد دبليو. مارسدن
ديفيد دبليو. مارسدن هو سياسي أمريكي، ولد في 5 أبريل 1948 في الإسكندرية في الولايات المتحدة. نشط حزبياً في الحزب الديمقراطي. وقد انتخب عضو مجلس نواب فرجينيا ‏.

## وصلات خارجية
- الموقع الرسمي